# المدمرة إبراهيم الأول

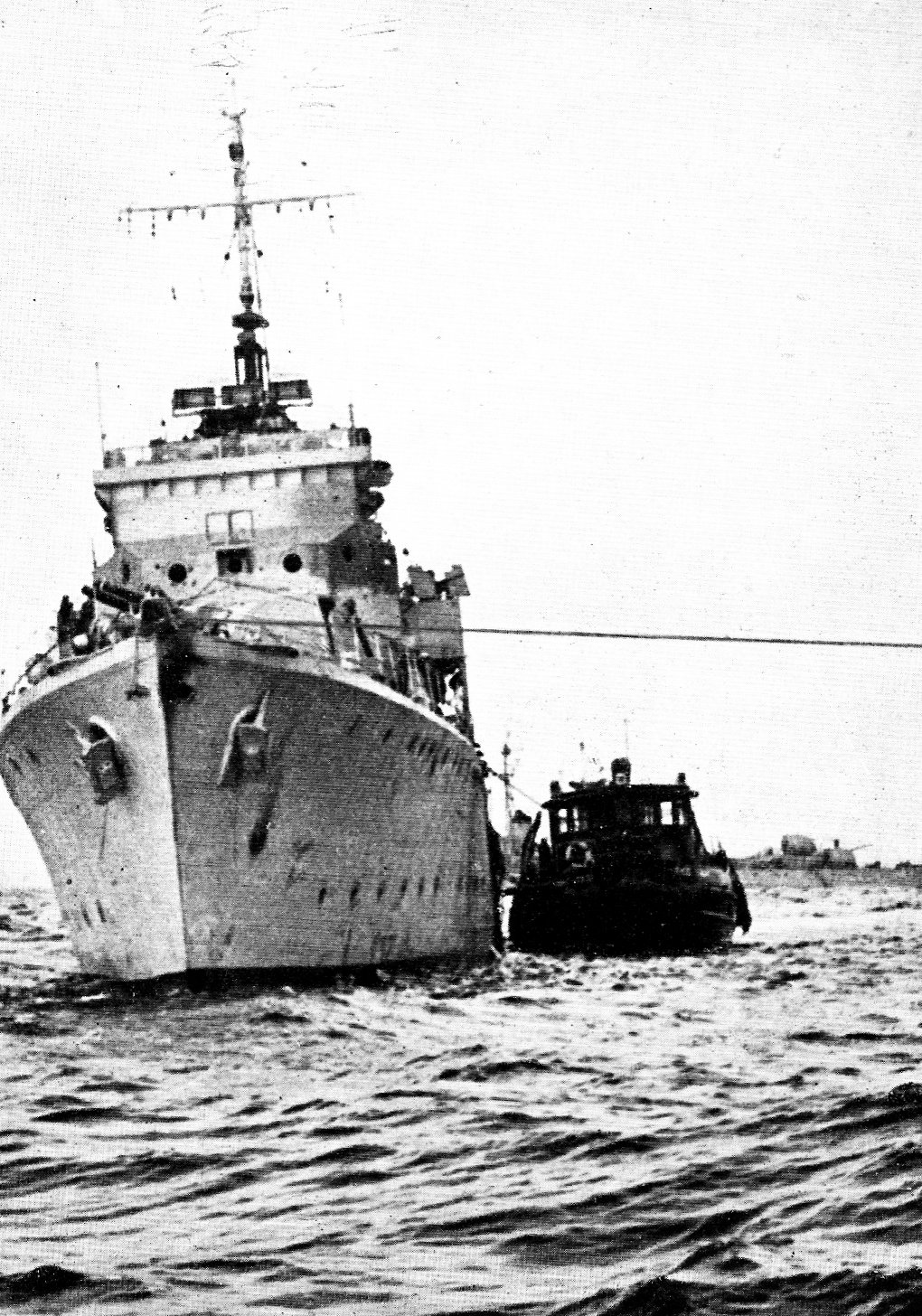
المدمرة المصرية إبراهيم الأول

المدمرة إبراهيم الأول هي مدمرة من طراز هانت البريطانى (اصلها كوتيسمور) اشتركت في الحرب العالمية الثانية عندما كانت تملكها بريطانيا، واشتركت في حماية السفن أثناء الهجوم على جزيرة صقلية سنة 1943 ، كما اشتركت في الحملات على شواطئ النرويج سنة 1944 ثم تم إعارتها إلى الحكومة الصينية وبعدما ارجعت إلى بريطانيا في قاعدة هونغ كونغ، اشترتها مصر قبل قيام ثورة 23 يوليو 1952 وكانت تنتمى إلى قطع الأسطول البحرى الملكى المصري الضعيف وقتها، وورد أنها أُسرت في حرب 1956 بعد عمليه حصار لها وتم أسر طاقمها المكون من 98 ضابط وعسكري واستشهد جندي واحد، وسحبتها البحرية الإسرائيلية قبل أن تغرق وتم اصلاحها وسميت المدمره حيفا.